# Miraigar T1
Miraigar T1 (มิไรการ์ ทีวัน) è una serie televisiva thailandese andata in onda dal 5 novembre 2016 al 18 febbraio 2018 su MCOT Family (prima stagione) e One31 (seconda stagione). Creata col supporto del governo giapponese, si basa sulla figura dell'eroe locale del Giappone Tōhoku Gashin Miraigar (東北合神ミライガー?, Miraigar Dio di Tōhoku), che qui viene "tramandato" in Parkin, un ragazzo thailandese, mentre nella seconda stagione il titolo passerà a Sakat, altro ragazzo del luogo.
Viene definita un "thai-toku", ovvero un tokusatsu alla thailandese.

## Trama
Parkin, giovane ragazzo esperto di muay thai, si rivela essere il Miraigar thailandese; sarà lui a guidare la battaglia contro Tep-maan e i suoi demoni, decisi a levare il sorriso a tutti gli abitanti della Thailandia, conosciuta proprio come la terra dei sorrisi.

## Personaggi e interpreti

### Prima stagione
- Parkin, interpretato da Pranapong Khaisang "Tod".
- Jenny, interpretata da Karnyaphak Pongsak "Sakul".
- Kongpob, interpretato da Nachawat Jaidang "Donut".
- Tin, interpretato da Nattkit Taengthai "Ducth".
- Aood, interpretato da Gunwut Anonrat "Nine".
- Mark, interpretato da Peemapol Panichtamrong "Peak".
- Ter, interpretato da Vitchapol Somkid "Nice".

### Seconda stagione
- Sakat, interpretato da Pirapat Watthanasetsiri "Earth".
- Professoressa Charm, interpretata da Nutwajee Kitkobchai "A".

## Episodi
| Stagione         | Episodi | Prima TV  |
| ---------------- | ------- | --------- |
| Prima stagione   | 13      | 2016-2017 |
| Seconda stagione | 13      | 2017-2018 |

## Musiche
La sigla iniziale, completamente in giapponese, s'intitola "Tōhoku Gashin Miraigar" (東北合神ミライガー?) ed è cantata da Ichirō Mizuki, mentre la sigla finale, "Yim yim yim" (ยิ้ม ยิ้ม ยิ้ม), è cantata da alcuni membri del cast.